# Кубок Daejoo
Кубок Daejoo (также известный как Daejoo Cup и Large Boat Senior Cup) — «ветеранский» корейский турнир по игре го, спонсируемый корпорацией Daejoo Group. Турнир проводится исключительно среди игроков старше 50 лет. Призовой фонд первого розыгрыша кубка составлял 7 миллионов вон, а со следующего года поднялся до 10 миллионов. Соревнования проходят по Олимпийской системе с предварительным отборочным этапом. Контроль времени составляет 1 час на партию каждому игроку.
Обладатели титула
| Год  | Обладатель | Финалист   |
| ---- | ---------- | ---------- |
| 2010 | Чо Хунхён  | Со Бонсу   |
| 2011 | Со Нынук   | Чо Хунхён  |
| 2012 | Со Нынук   | Со Бонсу   |
| 2013 | Чо Хунхён  | Чхве Кюбён |